# Aethiocarenus burmanicus
Aethiocarenus burmanicus (лат.) — ископаемый вид насекомых из монотипических рода Aethiocarenus и семейства Aethiocarenidae. Из-за необычной треугольной формы головы выделен в отдельный отряд Aethiocarenodea. Найден в бирманском янтаре (Мьянма) мелового периода. При дальнейших исследованиях и сравнительном анализе было высказано предположение, что Aethiocarenus burmanicus является личинкой насекомого из семейства Alienopteridae.

## Описание
Длина 4,5 мм, тело вытянутое, дорзо-вентрально сплющенное. Крылья отсутствуют. Ноги узкие и длинные (особенно задняя пара, которая более чем вдвое длиннее брюшка), голова треугольной формы с крупными глазами. Ноги с 5-члениковыми лапками. Брюшко из 10 сегментов с двумя 12-члениковыми церками. Вид был впервые описан в 2017 году американскими палеоэнтомологами Джорджем Пойнаром (George Poinar Jr.; Университета штата Орегон, США) и Алексом Брауном (Alex E. Brown). Авторы открытия не смогли отнести новый вид ни к одному из существующих отрядов насекомых и выделили его в новый отряд Aethiocarenodea, представители которого, видимо, вымерли во времена динозавров. Считается, что этот отряд близок к отряду Alienoptera, также представленному в бирманском янтаре.
Главным отличием Aethiocarenus burmanicus служит необычная форма головы в форме перевёрнутого равнобедренного треугольника, причём к груди голова прикрепляется своим вершинным углом. Все известные насекомые, имеющие голову треугольной формы, имеют иное её прикрепление, по основанию треугольника. Предположительно, такое необычное устройство обеспечивало ископаемому бирманскому насекомому своевременное спасение от хищников, так как давало очень хороший обзор в стороны. Также предположительно, судя по особенностям морфологии Aethiocarenus burmanicus был всеядным и быстро бегал.